# Европейское политическое сообщество
Европейское политическое сообщество (англ. European Political Community, EPC) было предложено в 1952 году как сочетание существующего Европейского объединения угля и стали (ЕОУС) и предлагаемого Европейского оборонительного сообщества (ЕОС). Проект договора о EPC, подготовленный Ассамблеей ЕОУС (сейчас — Европейский парламент), предусматривал избираемую напрямую Ассамблею («Палата народов»), сенат, назначаемый национальными парламентами, и наднациональную исполнительную власть, подотчётную парламенту.
Проект Европейского политического сообщества потерпел неудачу в 1954 году, когда стало ясно, что Европейское оборонительное сообщество не будет ратифицировано Национальным собранием Франции, которое опасалось, что проект влечёт за собой неприемлемую потерю национального суверенитета. В результате, от идеи Европейского политического сообщества пришлось отказаться.
После провала EPC европейские лидеры встретились на Мессинской конференции в 1955 году и создали Комитет Спаака, который бы подготовил почву для создания Европейского экономического сообщества (ЕЭС).